# Daniel Haarbo
Daniel Bisgaard Haarbo (* 14. März 2003 in Gentofte) ist ein dänischer Fußballspieler.

## Werdegang im Verein
Daniel Haarbo war im Jahr 2013 von Boldklubben Søllerød-Vedbæk in die Fußballschule des FC Kopenhagen gewechselt. Der Verein entstand 1992 aus einer Fusion der ersten Mannschaften von Kjøbenhavns Boldklub und B 1903 Kopenhagen, wobei die Jugendabteilungen beider Vereine weiterhin bestehen. Am 25. November 2021 gab er im Alter von 18 Jahren beim 4:0-Sieg in der Gruppenphase der Europa Conference League gegen Lincoln Red Imps sein Debüt als Profi. Ende August 2022 wechselte Haarbo leihweise bis mindestens Sommer 2023 zum FC Wil in der zweithöchsten Schweizer Liga. Auf Jahresende 2022 wechselte Haarbo zurück nach Kopenhagen, ohne ein Spiel für die erste Mannschaft der Wiler absolviert zu haben. Für die Rückrunde der Saison 2022/23 wechselte er per Leihe zum FC Helsingør. Im Sommer 2023 folgte die Leihe zu Aarhus Fremad.

## Laufbahn in der Nationalmannschaft
Daniel Haarbo debütierte am 14. Januar 2020 beim 2:0-Sieg im Testspiel im zyprischen Sotira gegen Griechenland für die dänische U17. Er kam für diese Altersklasse zu vier Einsätzen. Danach lief Haarbo im September 2020 einmal für die U18-Junioren auf. Seit 2021 ist er U19-Nationalspieler Dänemarks.